# TSOL
TSOL (gelegentlich auch T.S.O.L. geschrieben) ist eine US-amerikanische Hardcoreband, die (mit Unterbrechung) von 1979 bis heute besteht. Der Bandname steht als Abkürzung für True Sounds of Liberty; die Band entstammt derselben Szene wie unter anderem Bad Religion, die Circle Jerks und die Adolescents. TSOL durchliefen einige deutliche Stiländerungen, wofür auch die vielen Besetzungswechsel verantwortlich gemacht werden. Einzelne Veröffentlichungen werden den Stilen Heavy Metal, Art-Punk und Gothic Punk zugeordnet. Bands wie Good Riddance, Tiger Army und Blitzkid nennen TSOL als Einfluss.

## Bandgeschichte

### Vorgeschichte
Die späteren Gründungsmitglieder von TSOL lebten in den späten 1970er Jahren in Huntington Beach und waren als Teenager in verschiedenen Bands aktiv, darunter SS Cult und Johnny Coat Hanger and the Abortions. 1979 wurde die Gruppe Vicious Circle gegründet, in der Sänger Jack Grisham, Schlagzeuger Todd Barnes, Gitarrist Steve Houston und Bassist Laddy Terrell spielten. Nachdem es bei Auftritten dieser Band wiederholt zu Gewaltausbrüchen gekommen war und Grisham sich im Zuge einer Eskalation nach Alaska abgesetzt hatte, war Vicious Circle am Ende.

### TSOL
Zusammen mit dem zurückgekehrten Grisham (der auch die Pseudonyme Jack Delauge, Alex Morgan und Jack Greggors verwendete) formten Gitarrist Ron Emory, Bassist Mike Roche und Schlagzeuger Todd Barnes TSOL. Zunächst spielte die Band Konzerte in der Region, oft zusammen mit befreundeten Gruppen aus der Gegend, aber auch mit The Damned aus England und den Dead Kennedys aus San Francisco. Aufmerksamkeit erregten die Auftritte unter anderem durch die Gesichtsbemalung der Musiker. Das Songmaterial, das die Band in dieser Zeit schrieb, fand sich auf der ersten, selbstbetitelten EP sowie auf dem 1981 erschienenen Debütalbum Dance With Me, das von Thom Wilson (späterer Produzent für u. a. D.O.A. und The Offspring) produziert wurde. Bereits zwischen diesen beiden Werken wird der Gruppe ein erster Stilwechsel attestiert, da sie sich von politischen Inhalten entfernte und durch Themenwahl und Sound näher an die Misfits rückte. Die nächste Veröffentlichung Weathered Statues erschien bei Jello Biafras Label Alternative Tentacles. 1982 erschien mit Beneath The Shadows (ebenfalls von Wilson produziert) das erste Album mit Keyboarder Greg Kuehn. Todd Scrievener ersetzte hier Barnes am Schlagzeug.
1983 stieg Jack Grisham aus der Band aus und wurde durch seinen Schwager Joe Wood ersetzt. Mit Kuehn und Wood wandelte sich der Stil von TSOL weiter in Richtung Gothic Punk und Glam Rock, was dazu führte, dass die folgenden Alben mit Werken von The Cult, AC/DC und Guns N’ Roses verglichen wurden. Mit letzteren gingen TSOL ebenso wie mit den Red Hot Chili Peppers auf Tour; Emory verließ die Gruppe, womit mit Mike Roche nur noch ein Gründungsmitglied übrig blieb. Allerdings verließ auch Roche die Band 1990.
Die ursprünglichen Mitglieder hatten zwischenzeitlich TSOL in der Gründungsbesetzung wiederbelebt, was zu Konflikten mit Wood und dem Schlagzeuger Mitch Dean führte, die mittlerweile die Rechte an dem Namen innehatten. 1991 erschien deshalb ein Livealbum der Ursprungsbesetzung unter dem Namen der Bandmitglieder. Während die „Original“-TSOL-Mitglieder von Drogenproblemen an einer Fortsetzung ihrer Karriere gehindert wurden, verloren Wood und seine Musiker ihren Plattenvertrag.
1999 kam es zu einem Comeback, als die Ursprungsformation die Rechte am Namen zurückgewann und TSOL die Warped Tour spielten. Todd Barnes war allerdings in diesem Jahr an einem Hirn-Aneurysma gestorben, ihn ersetzte Jay O’Brien. 2001 und 2003 erschienen neue Alben auf Nitro Records, außerdem wurde erstmals in Europa getourt, wobei neben Headlinerkonzerten auch Auftritte im Rahmen der Deconstruction-Tour stattfanden. 2006 entschloss sich die Band zu pausieren, da Rouche und Emory Kalifornien verlassen hatten. 2007 fanden jedoch bereits wieder Konzerte innerhalb der USA statt. Im Januar 2009 veröffentlichte die Band ein kostenlos im Internet herunterladbares Album, das von David Bianco produziert worden war. 2013 wurde das TSOL-Lied Abolish Government/Silent Majority für den Soundtrack des Computerspiels Grand Theft Auto V verwendet und ist im Spiel auf dem fiktiven Radiosender Channel-X zu hören.
2024 wurde bei Bassist Roche die Parkinson-Krankheit diagnostiziert. Die Symptome hindern ihn an Live-Auftritten mit der Band.

## Außerhalb von TSOL
Jack Grisham sang kurz nach seinem Ausstieg zunächst bei Cathedral of Tears, die allerdings nur eine EP veröffentlichten. Darauf folgten drei Alben mit Tender Fury bevor er dann ab 1995 in der Gruppe The Joykiller sang, in der auch Ron Emory aktiv war. Die Gruppe veröffentlichte drei Alben auf Epitaph Records. Todd Barnes spielte einige Zeit bei den Vandals. Greg Kuehn spielte neben Beneath The Shadows (1982) und Divided We Stand aus dem Jahr 2003 auch auf Alben von unter anderem Berlin (Count Three and Pray, 1986) und The Church (Starfish, 1988).
2003 trat Grisham in Kalifornien bei der Wahl zum Nachfolger von Gouverneur Gray Davis an, unterlag mit 2200 Stimmen als 37. von 159 Kandidaten allerdings Arnold Schwarzenegger. Im Wahlkampf hatte er angegeben, der Grund für seine Kandidatur sei, dass er sich keine Krankenversicherung leisten könne.
2011 veröffentlichte Grisham das Buch An American Demon: A Memoir.

## Diskografie

### Alben
- 1981: Dance With Me (Frontier Records)
- 1982: Weathered Statues (Alternative Tentacles)
- 1982: Beneath The Shadows
- 1984: Change Today? (Enigma Records)
- 1986: Revenge (Enigma Records)
- 1987: Hit and Run (Enigma Records, US-Charts #184)
- 1990: Strange Love
- 2001: Disappear (Nitro Records)
- 2003: Divided We Stand (Nitro Records)
- 2009: Life, Liberty & The Pursuit Of Free Downloads
- 2017: The Trigger Complex (Rise Records)

### Kompilationen und Livealben
- 1988: Thoughts of Yesterday 1981-1982
- 1991: Live 91
- 1992: Hell & Back Together: 1984-1990
- 2005: Who's Screwin' Who?
- 2007: Live From Long Beach

### DVD
- 2002: Live at O.C.